# Директива 51 (роман)
«Директива 51» (англ. Directive 51) — науково-фантастичний роман американського письменника Джона Барнса. Перший роман у серії книг «Світанок».

## Сюжет
Назва роману відсилає читача до Директиви 51, директиву Президента, яка встановлює державні процедури у випадку «надзвичайної катастрофи».
Роман висвітлює перспективу третьої особи держави, Хізер О'Грейн, співробітниці Офісу оцінки майбутніх загроз у штаті Вашингтон. У найближчому майбутньому різноманітні групи з різними цілями, але зі спільним бажанням покласти край сучасному технологічному суспільству («Великій системі»), створили нанотехнологічну чуму («Світанок»), яка одночасно знищує паливо на основі нафти, гуму та пластмаси та з’їдає будь-які металеві провідники, які несуть електрику. Відкритим запитанням у книзі залишається те, чи координує ці групи та їх спільні мотивації якийсь свідомий актор, чи вони є новою властивістю / мемом, які досягли критичної маси.
Світанкова чума вражає світові уряди, не залишаючи останнім жодного шансу побороти її. Промислова цивілізація стрімко руйнується, і лише в США гинуть десятки мільйонів (загальна ж кількість загиблих вимірюється мільярдами). Також виникає і криза правонаступності президента. Щойно суспільство в США здається, починає стабілізуватися, як раніше розміщена чиста термоядерна зброя детонує, руйнуючи Вашингтон і Чикаго. Потім відбуваються додаткові удари чистої термоядерної зброї, які, як згодом стає відомо, створені на Місяці нанотехнологічними реплікаторами. Таємна неофеодалістична група («Замковий уряд»), очолювана реакційним мільярдером, може бути ненавмисними рятівниками суспільства... або може брати участь у цій змові.